# Mount Furuhelm

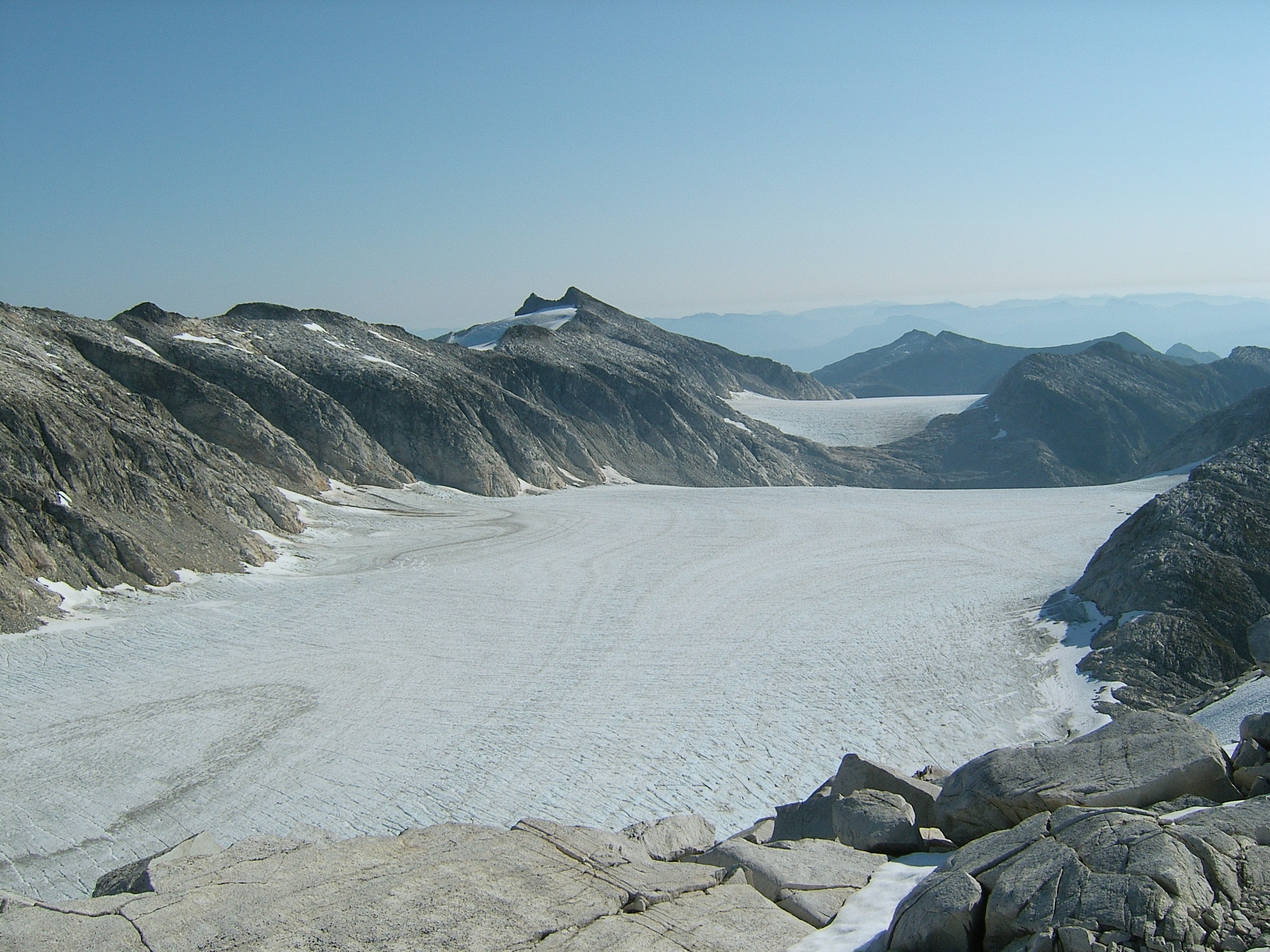
Vy från Cross-Island Trail

Mount Furuhelm är en 1 104 m hög bergstopp på Baranof Island i Alaska.
Mount Furuhelm har 1935 uppkallats efter Johan Hampus Furuhjelm, som var guvernör i Ryska Amerika (Alaska) från 1859-1863.
Mount Furuhelm har en östlig och en västlig topp mindre än 400 m från varandra. Den västra toppen är 3 m högre än den östra toppen.
Mount Furuhelm utgör den sista delen på en av de alternativa rutterna av Baranof Cross-Island Trail, vandrings- och klätterrutten från Sitka till Warm Springs Bay på östra stranden av Baranof Island.